# リー郡 (サウスカロライナ州)

サウスカロライナ州内の位置

リー郡（Lee County）は、アメリカ合衆国サウスカロライナ州に位置する郡である。人口は20,119人（2000年）。郡庁所在地はビショップビルである。

## 地理
アメリカ合衆国統計局によると、この郡は総面積1,065 km2 (411 mi2) である。このうち1,063 km2 (410 mi2) が陸地で3 km2 (1 mi2) が水地域である。総面積の0.24%が水地域となっている。

## 人口動勢
2000年国勢調査で、この郡は人口20,119人、6,886世帯、及び4,916家族が暮らしている。人口密度は19/km2 (49/mi2) である。7/km2 (19/mi2) の平均的な密度に7,670軒の住宅が建っている。この郡の人種的な構成は白人35.03%、アフリカン・アメリカン63.56%、先住民0.13%、アジア0.19%、太平洋諸島系0.00%、その他の人種0.59%、及び混血0.49%である。ここの人口の1.31%はヒスパニックまたはラテン系である。
この郡内の住民は25.80%が18歳未満の未成年、18歳以上24歳以下が10.00%、25歳以上44歳以下が29.20%、45歳以上64歳以下が22.60%、及び65歳以上が12.40%にわたっている。中央値年齢は36歳である。女性100人ごとに対して男性は101.40人である。18歳以上の女性100人ごとに対して男性は101.10人である。
この郡内の世帯ごとの平均的な収入は26,907米ドルであり、家族ごとの平均的な収入は34,209米ドルである。男性は26,512米ドルに対して女性は18,993米ドルの平均的な収入がある。この郡の一人当たりの収入 (per capita income) は13,896米ドルである。人口の21.80%及び家族の17.70%は貧困線以下である。全人口のうち18歳未満の25.60%及び65歳以上の27.90%は貧困線以下の生活を送っている。

## 都市及び町
- ビショップビル (Bishopville)
- リンチバーグ (Lynchburg)